# Pioneer P-31
Pioneer P-31 (aussi appelée Pioneer Z) est une sonde lunaire, de la NASA, perdue à cause du mauvais fonctionnement du dernier étage du lanceur.
La sonde lunaire Pioneer P-31 est un orbiteur lunaire, mais la mission échoue peu de temps après son lancement. Les objectifs sont de placer une sonde spatiale hautement instrumentée en orbite lunaire, d'étudier l'environnement entre la Terre et la Lune et de développer une technologie permettant de contrôler et de manœuvrer un véhicule spatial depuis la Terre.
La sonde est équipée pour prendre des images de la surface lunaire avec un système semblable à celui de la télévision, estimer la masse de la Lune et la topographie des pôles, enregistrer la distribution et la vitesse des micrométéorites et étudier le rayonnement, les champs magnétiques et les ondes électromagnétiques à basse fréquence dans le milieu interplanétaire. Un système de propulsion à mi-parcours et un moteur-fusée à injection sont le premier système de propulsion américain autonome capable de fonctionner plusieurs mois après son lancement à grande distance de la Terre et les premiers essais de manœuvres d'un satellite dans l'espace.
Le coût total de la mission est estimé entre 9 et 10 millions de dollars américains. La sonde Pioneer P-31 doit entrer en orbite lunaire environ 60 heures après son lancement sur une orbite de 2 400 x 4 300 km et une période orbitale de 9 à 10 heures.

## Description de la sonde lunaire
La sonde lunaire Pioneer P-31 est pratiquement identique à la précédente sonde lunaire Pioneer P-30 qui a échoué, une sphère de un mètre de diamètre avec un système de propulsion monté à la base donnant une longueur totale de 1,4 mètre. La masse de la structure et de l'enveloppe en alliage d'aluminium est de 30 kg et la masse des propulseurs de 90 kg. Quatre panneaux solaires, chacun de 60 x 60 cm, contenant 2 200 cellules photovoltaïques réparties dans 22 nodules de 100 cellules, sont de chaque côté de la sphère dans une configuration à « roue à aubes » d'une portée totale de 2,7 mètres. Les panneaux solaires chargent des accumulateurs nickel-cadmium. À l’intérieur de la sphère, un réservoir d'hydrazine constitue la majeure partie du volume. La sphère est surmontée de deux réservoirs d’azote plus petits, et d’un moteur vernier de 90 N pour ralentir le véhicule spatial en direction de l'orbite lunaire, pouvant être allumés deux fois durant la mission. Au bas de la sphère se trouve un moteur vernier de 90 N pour les corrections à mi-parcours et les manœuvres en orbite lunaire pouvant être allumés à quatre reprises.
Autour de l'hémisphère supérieur du réservoir d'hydrazine se trouve une plate-forme en forme d'anneau qui contient deux piles, deux émetteurs UHF de 1,5 W et des diplexeurs de 5 W, des modules pour les instruments scientifiques, deux récepteurs de commande, des décodeurs, un amplificateur, trois convertisseurs, un boîtier de commande. Deux antennes ultra haute fréquence (UHF) dépassent du haut de la sphère de chaque côté de la tuyère du moteur-fusée. Deux antennes UHF et une longue antenne à très basse fréquence (VLF - Very Low Frequency) dépassent du bas de la sphère. Les émetteurs fonctionnent sur une fréquence de 378 mégacycles.
Le contrôle thermique est réalisé par un grand nombre de petites « pales d'hélice » à la surface de la sphère. Les pales elles-mêmes sont faites de matériau réfléchissant et se composent de quatre pales affleurant la surface recouvrant un motif noir absorbant la chaleur peint sur la sphère. Une bobine thermosensible est fixée aux pales de manière que les basses températures à l'intérieur du satellite provoquent la contraction et la rotation des pales et exposent la surface absorbante, tandis que les températures élevées font en sorte que les pales recouvrent les motifs noirs. Des dissipateurs de chaleur sont également montés à la surface de la sphère pour dissiper la chaleur de l'intérieur.

## Description des instruments
Les objectifs scientifiques comprennent l'étude des radiations près de la Lune, enregistrant le nombre de micrométéorites et détectant un champ magnétique lunaire. Le véhicule spatial a un instrument scientifique légèrement différent que ses prédécesseurs, y compris une expérience de sonde plasma conçue par le centre de recherche Ames Research Center de la NASA qui doit fournir des données sur la distribution d'énergie et des flux de protons de haute énergie à quelques kilovolts par particule dans le voisinage de la Lune.
Les instruments scientifiques consistent en une chambre d'ionisation et d'un tube Geiger-Müeller pour mesurer le flux de rayonnement total, un télescope compteur de rayonnement proportionnel pour mesurer le rayonnement de haute énergie, un détecteur à scintillation pour surveiller le rayonnement de basse énergie, un récepteur VLF pour les ondes radio naturelles, un transpondeur pour étudier la densité des électrons et des magnétomètres à saturation montés sur la plate-forme de l'instrument. Le détecteur de micrométéorites et le « scanner solaire » sont également montés sur la sphère.
La seule différence entre la sonde Pioneer P-31 et la sonde Pioneer P-30 réside dans l'ajout d'un détecteur à semi-conducteurs sensible aux protons de basse énergie sur la sonde lunaire et d'une expérience de fréquence au rubidium conçue par Space Technology Laboratories (STL) et reliée au propulseur d'appoint.  La masse totale de l'ensemble scientifique, comprenant l'électronique et l'alimentation, est de 60 kg.

## Déroulement de la mission
La sonde lunaire est lancée par un lanceur Atlas D avec des étages supérieurs du lanceur Thor-Able, dont le troisième étage à propergol solide Able. Malheureusement, le lanceur Atlas-Able subit un dysfonctionnement 66,68 secondes après le lancement, puis explose à T+74 secondes à une altitude de 12,2 kilomètres en raison du dysfonctionnement du premier étage Atlas. La charge utile tombe dans l'océan Atlantique au large de Cap Canaveral. Une enquête indique que l'étage supérieur Able s'allume prématurément alors que le premier étage est toujours allumé. C'est la troisième et dernière tentative de la NASA de lancer une sonde en orbite autour de la Lune pour la période 1959-1960.